# Верхокам'янка
Верхокам'янка (до 2016 року — Воро́вське) — село в Україні, у Кальміуській міській громаді Кальміуського району Донецької області. Населення становить 97 осіб.

## Загальні відомості
Відстань до райцентру становить близько 28 км і проходить автошляхом місцевого значення.
Із 2014 р. внесено до переліку населених пунктів на Сході України, на яких тимчасово не діє українська влада.

## Населення
За даними перепису 2001 року населення села становило 97 осіб, із них 3,09 % зазначили рідною мову українську та 96,91 % — російську.